# سیستم‌های استقراری و فرهنگ‌های باستانی دشت رامهرمز
سیستم‌های استقراری و فرهنگ‌های باستانی دشت رامهرمز یا سیستم‌های استقراری و فرهنگ‌های باستانی دشت رامهرمز، جنوب غربی ایران (نتایج کاوش در تل گسر و بررسی منطقه‌ای رامهرمز) کتابی به نویسندگی عباس علیزاده و لقمان احمدزاده و مهدی امیدفر است که در سال ۱۳۹۵ توسط نشر پژوهشگاه میراث فرهنگی و گردشگری به زبان فارسی منشتر شد. این کتاب در زمینه تاریخ بوده و در زمستان ۱۳۹۶ در فهرست نامزدهای دریافت جایزه کتاب سال قرار گرفت.
کتاب سیستم‌های استقراری و فرهنگ‌های باستانی دشت رامهرمز به عنوان یکی از برگزیدگان سی و پنجمین دوره کتاب سال ایران انتخاب شد.
مراسم سی و پنجمین دوره جایزه کتاب‌سال جمهوری اسلامی ایران و بیست و پنجمین دوره جایزه جهانی کتاب سال با حضور حسن روحانی، رئیس‌جمهوری ایران ۱۸ بهمن ۱۳۹۶ در تالار وحدت برگزار شد.

## دربارهٔ کتاب
این کتاب نتایج کاوش‌های عباس علیزاده، لقمان احمدزاده و مهدی امیدفر است و در دوازدهمین نمایشگاه کتاب خوزستان و در نشست نامهٔ میراث رونمایی شد.

## جوایز
- کتاب برگزیده سال ۱۳۹۶[۱]

## کتاب سال
کتاب سال عنوان یک جایزه نیمه‌دولتی ایرانی است که هر ساله در بهمن ماه توسط خانه کتاب ایران با تأیید نهایی وزیر فرهنگ و ارشاد اسلامی به نویسندگان برگزیده و شایسته تقدیر در بخش‌های کلیات، فلسفه و روانشناسی، دین، علوم اجتماعی، زبان، علوم کاربردی، هنر، ادبیات و تاریخ و جغرافیا اعطا می‌شود.
پیش تر این جایزه تحت عنوان جایزه سلطنتی کتاب سال از سوی بنیاد پهلوی به کتاب‌های برگزیدهٔ اهدا می‌شد و تا نوروز ۱۳۵۷ ادامه داشت.

### ۳۵امین دوره
در سی و پنجمین دوره کتاب سال ایران آثار منتشر شده در بازه زمانی فروردین تا اسفند ۹۵ مورد ارزیابی و داوری قرار گرفته‌است. در مجموع ۵۵ هزار عنوان کتاب در این دوره قرار داشت که در نهایت ۲۵۵ اثر به مرحله دوم داوری راه یافت که در ۱۱ موضوع از جمله شامل کلیات، فلسفه، روانشناسی، فیلم، کودک و نوجوان و … در ۷۲ گروه مورد ارزیابی قرار گرفت. همچنین ۲۸ اثر تألیفی، ۱۳ اثر ترجمه ای و دو اثر تصحیحی انتخاب و به عنوان برگزیده یا شایسته تقدیر تعیین شده‌اند.